# Amy Elizabeth Thorpe
Amy Elizabeth Thorpe, connue aussi sous les noms de Betty Thorpe et Betty Pack, née le 22 novembre 1910 à Minneapolis (États-Unis) et morte le 1er décembre 1963 à Castelnou (France), est une espionne américaine (nom de code « Cynthia ») qui travaille pour le compte du service de renseignement britannique, plus précisément pour le British Security Coordination (BSC), nom d'un faux service de délivrance de passeport créé à New York par le MI6, puis pour l'Office of Strategic Services (OSS), ancêtre de la CIA, lors de la Seconde Guerre mondiale.

## Avant-guerre
Amy Elizabeth Thorpe est née le 22 novembre 1910 à Minneapolis, dans le Minnesota. Son père est George C. Thorpe (en), un brilliant officier du Corps des Marines des États-Unis. Sa mère, Cora Wells, est la fille d'un sénateur de l'État du Minnesota. En 1916, après avoir habité à Newport, la famille déménage à Washington puis vit au rythme des affectations du père de famille: Cuba, comme chef d'État-major du 2e Corps des Marines, Amérique du Sud, Pearl Harbour (Pacifique), Europe. En 1923, la famille revient aux États-Unis et retourne à Washington, où le colonel Thorpe, désormais à la retraite, ouvre un cabinet juridique.  
Très jeune, Amy Elizabeth Thorpe plonge dans les mondanités de Washington grâce à ses parents. Le 29 avril 1930, sans amour mais poussée par une grossesse avancée, elle épouse Arthur Pack,le deuxième secrétaire de l'ambassade de Grande-Bretagne à Washington. Dès après sa naissance le 2 octobre 1930, leur garçon, Tony, est confié à une famille d'accueil et il ne verra ses parents biologiques qu'à trois reprises (il sera tué le 10 juillet 1952 pendant la guerre de Corée). Après une deuxième grossesse, la relation entre Amy Elizabeth Thorpe et son époux devient franchement distante. Il est affecté en Espagne, où elle commence à travailler dans l'ombre, en aidant les partisans de Franco fuyant la guerre civile espagnole.

## Seconde Guerre mondiale
À l'hiver 1937, Amy Elizabeth Thorpe est remarquée et engagée dans les services britanniques par William Stephenson, le chef-espion britannique qui opère sous la couverture de la British Security Coordination à New York. Elle se révèle particulièrement utile au service de renseignement secret britannique, le MI6, et obtient des informations sur la machine de chiffrement Enigma.     
Au moment où la Seconde Guerre mondiale éclate en Europe en 1939, Amy Elizabeth Thorpe quitte la Pologne et retourne à Washington, où elle fréquente les hauts lieux mondains de la capitale, à la recherche de diplomates étrangers mariés dont elle peut obtenir des secrets stratégiques sur l'Allemagne nazie, la Régime de Vichy et l'Italie fasciste, ou des moyens de placer des agents en Europe occupée.  
En 1942, grâce à une liaison avec l'attaché de presse de l'ambassade de France, ancien pilote militaire pendant le précédent conflit mondial, Charles Brousse, elle obtient les codes indispensables à l'invasion de l'Afrique du Nord par les Alliés,. 
Plus tard, elle obtient de l'amiral Alberto Lais, attaché militaire de la marine italienne, des informations stratégiques qui permettent aux dirigeants Alliés de se faire une idée des plans de guerre des forces de l'Axe en Méditerranée,. Après-guerre, les héritiers de l'amiral ont poursuivi un auteur britannique devant un tribunal italien pour diffamation, affirmant que Lais (décédé en 1951) n'avait trahi aucun secret militaire; en 1988, à nouveau, ils protestent contre l'évocation de l'histoire dans le livre à grand succès Washington Goes to War de David Brinkley et ils persuadent le Ministère de la défense italien de publier des dénégations dans trois des principaux journaux de la Côte est. En 2011, on finit par savoir que le message Enigma de la marine italienne qui a mené à la défaite italienne à la bataille du cap Matapan a été cassé sans l'aide d'une table de conversion par les services de Bletchley Park, en utilisant la méthode du rodding de Dilly Knox. Le livre de codes obtenu de l'amiral Lais n'a donc pas été indispensable.   

## Après-guerre
Amy Elizabeth Thorpe a raconté ses années de guerre sexuelle : « Honteuse? Pas du tout, mes supérieurs me disaient que le résultat de mon travail avaient sauvé des milliers de vies britanniques et américaines… Cela m'a obligé à me trouver dans des situations que les femmes “respectables” dédaignent – mais mon engagement était total. Les guerres ne sont pas gagnées par des méthodes respectables. » Après la mort, par suicide, de son premier mari qui lui était devenu presque étranger, Amy Elizabeth Thorpe épouse en 1945 l'un de ses informateurs, Charles Brousse, ancien attaché de presse à l'ambassade de France. Le couple vit tranquillement ensemble en France au château de Castelnou, une bâtisse médiévale située sur la commune de Castelnou dans les Pyrénées-Orientales. Grande fumeuse, Amy Elizabeth Thorpe meurt d'un cancer de la gorge le 1er décembre 1963, à l'âge de 53 ans. Son nouveau mari, de vingt ans son aîné, lui survit 18 ans, finalement victime d'un accident domestique qui embrase le château.